# Березина (платформа)
Бере́зина (бел. Берэзіна) — железнодорожный остановочный пункт Минского отделения Белорусской железной дороги на линии Минск — Орша. Расположен в микрорайоне Максимовка города Борисов Минской области,  который несколько отдалён от основных жилых массивов города автодорогой и рекой Березина. На железнодорожной линии платформа расположена между станцией Борисов и остановочным пунктом Неманица на перегоне Борисов — Новосады.

## История
Остановочный пункт был построен и введён в эксплуатацию в 1951 году на железнодорожной магистрали Москва — Минск — Брест. В 1981 году остановочный пункт был электрифицирован переменным током (~25 кВ) в составе участка Борисов — Орша-Центральная.

## Инфраструктура
Через остановочный пункт проходят два магистральных пути. Станция представляет собою две боковые платформы прямой формы, платформа в направлении Минска имеет длину 200 метров, вторая платформа — 165 метров. Пересечение железнодорожных путей осуществляется по единичному наземному пешеходному переходу в центральной части платформ, оснащённый предупреждающими плакатами. Пассажирский павильон и билетная касса (работает ежедневно с 6:20 до 20:10 часов) расположены на платформе в направлении Минска.

## Пассажирское сообщение
На остановочном пункте ежедневно останавливаются электропоезда региональных линий эконом-класса (пригородные электрички), следующие до станций Орша-Центральная (6 пар поездов) и 2 пары поездов станции Крупки, а также нерегулярные рейсы до Славного. Время следования до Орши составляет в среднем 2 часа 13 минут, до Борисова — 3 минуты, до станции Минск-Пассажирский — 1 час 41 минута.